# Margaret Booth
Margaret Booth (Los Angeles, 16 de janeiro de 1898 - Los Angeles, 28 de outubro de 2002) foi uma editora estadunidense. Ela recebeu uma indicação ao Oscar por O Grande Motim (1935) e um Oscar honorário em 1977 por suas contribuições para a montagem de filmes.
Entre os muitos filmes que Booth editou para vários estúdios de Hollywood estão A Dama das Camélias com Greta Garbo, Um Yankee em Oxford (1938), A Glória de um Covarde (1951), Cidade das Ilusões e Uma Dupla Desajustada (1972). Seu último filme como editora foi Annie (1982).

## Filmografia selecionada
- Fine Clothes (1925)
- Memory Lane (1926)
- The Enemy (1927)
- Bringing Up Father (1928)
- Wise Girls (1929)
- Mutiny on the Bounty (1935)
- Camille (1936)
- A Yank at Oxford (1938)
- The Way We Were (1973)
- The Sunshine Boys (1975)
- The Goodbye Girl (1977)
- The Cheap Detective (1978)
- Seems Like Old Times (1980)